# Johann (Jülich-Kleve-Berg)

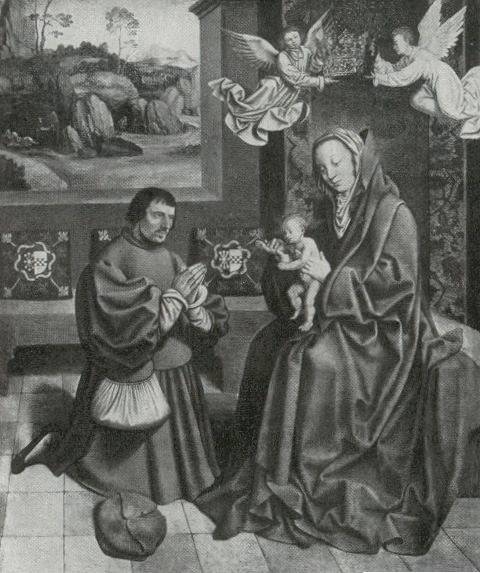
Johann III. von Kleve-Jülich-Berg, Stifterbild des Herrschers mit Marienbildnis

Johann von Jülich-Kleve-Berg (* 10. November 1490; † 6. Februar 1539), auch Johann der Friedfertige genannt, war aufgrund der Klever Union ab 1521 der erste Herrscher der Vereinigten Herzogtümer Jülich-Kleve-Berg.

## Leben
Johann entstammte dem Haus Mark. Er war der Sohn von Johann II. von Kleve-Mark aus dessen Ehe mit Mechthild von Hessen.
Gemäß einem Ehevertrag, den sein Vater abgeschlossen hatte, der Klever Union, wurde er im Alter von sechs Jahren mit der fünfjährigen Maria von Jülich, der Erbtochter der Herzogtümer Jülich und Berg, verlobt. Auf die Kinderverlobung folgte 14 Jahre später, am 1. Oktober 1510, die Eheschließung in Düsseldorf. Nach dem Tod seines Schwiegervaters Herzog Wilhelm von Jülich-Berg übernahm er 1511 die Herrschaft in Jülich, Berg und Ravensberg. 1521 trat er auch das Erbe seines Vaters Johann II. von Kleve in Kleve und Mark an und bildete damit die Vereinigten Herzogtümer Jülich, Kleve und Berg, wodurch er zum mächtigsten Fürsten im Westen des Reiches wurde. Zusätzlich war Johann über seine Mutter Mechthild von Hessen ein Urenkel des letzten regierenden Grafen Philipp I. von Katzenelnbogen und führte auch den Titel eines Grafen von Katzenelnbogen.
In der Reformationszeit zeigte Johann eine ausgleichende Haltung, die sich um eine „via media“, einen mittleren Weg, zwischen den sich ausbildenden Bekenntnissen bemühte. Einer seiner wichtigsten Berater war der Humanist Konrad Heresbach.

## Nachkommen

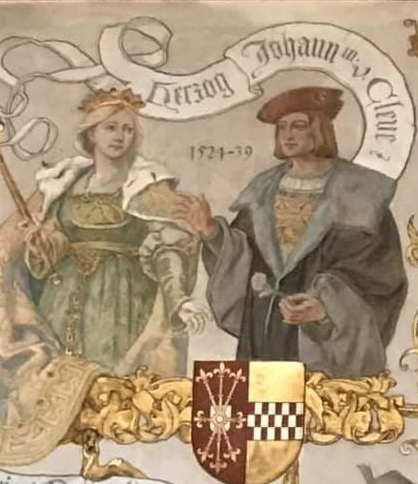
Adolf Schill, Johannes Osten: Historistische Darstellung von Maria und Johann von Jülich-Kleve-Berg im Stammbaum der bergischen Herrscher, Fresko in der „Ahnengalerie“ von Schloss Burg, 1906–1908

Aus seiner Ehe mit Maria von Jülich-Berg (1491–1543) hatte Johann drei Töchter und einen Sohn:
- Sibylle (1512–1554), ⚭ 1527 Johann Friedrich I., Kurfürst von Sachsen;
- Anna (1515–1557), ⚭ 1540 Heinrich VIII., König von England;
- Wilhelm V. (1516–1592), Herzog von Jülich-Kleve-Berg, ⚭ (1) 1541 Jeanne d’Albret; ⚭ (2) 1546 Maria von Habsburg;
- Amalia (1517–1586).

## Werke
- VAn Gots genadenn.// Wir Johan Hertzog zů Cleef,// Gulich vnnd Berg Graff zů der // Marck vnnd Rauenßberg etc. doin // kunt … [Kirchenordnung], Johannes Soter, Köln, dat. Monreberg, 8. April 1533 (Digitalisat der Universitäts- und Landesbibliothek Düsseldorf).